# Patricia Velásquez
Patricia Carola Velásquez Semprún (Maracaibo, 31 de janeiro de 1971) é uma modelo e atriz venezuelana. Foi representante do estado de Zulia no Miss Venezuela 1989, tendo se classificado em segundo lugar.
Como modelo, fez inúmeros trabalhos para grandes grifes, como Chanel, Victoria's Secret, Gucci e Carolina Herrera. Como atriz, participou de alguns seriados de televisão e de alguns filmes como A Múmia e O Retorno da Múmia. Além de participar do clipe musical Breaking the Girl, da banda californiana Red Hot Chili Peppers, no ano de 1992.
Considerada a primeira supermodelo latina, em 2015 lançou o livro intitulado Strait Walk (em inglês)/Sin tacones, sin reservas (espanhol) no qual revela publicamente sua homossexualidade.

## Filmografia
- 2019- La LLorona/A Maldição da Chorona (Patricia Álvares)
- 2016- Guys Reading Poems (Mother)
- 2015 - American Girl (The Teacher)
- 2014- Liz en Septiembre/Liz in September (Liz)
- 2011- Cenizas Eternas (Ana)
- 2011- O Poderoso Thor (TV Movie)  (Jarnsaxa)
- 2008 - Mundo Para Julius, Un (Monona)
- 2004 - The Twelve Days of Christmas Eve (Isabel Frias)
- 2004 - Zapata - El Sueño Del Héroe (Josefa)
- 2004 - Mindhunters (Nicole Willis)
- 2002 - Fidel (Mirta)
- 2001 - SSX Tricky (Marisol Diez Delgado, voz)
- 2001 - The Mummy Returns (Meela Nais/Anck-Su-Namun)
- 2000 - Turn It Up
- 2000 - San Bernardo (Claudia)
- 2000 - Facade (Juanita)
- 2000 - Committed (Carmen)
- 1999 - The Mummy (Anck Su Namun)
- 1999 - No Vacancy (Ramona)
- 1999 - Beowulf (Pendra)
- 1997 - Eruption (Luisa Soares)
- 1996 - Jaguar, Le (Maya)

## Televisão
- 2010- Betty Feia (TV Series) (Victoria Velez)
- 2008 - The L Word (Begoña)
- 2005 - CSI: Miami (Celia Gonzalez)
- 2004- Socorro (TV Series) (Nez)
- 2004 - Rescue Me (Nez)
- 2003 - Arrested Development (Marta Estrella)
- 2002 - American Family (Elena)
- 2001 - Ed (Sonja Amata)